# Enrosadira

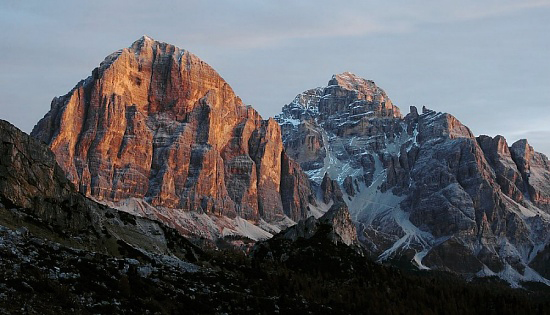
L'effetto dell'enrosadira sulla Tofana di Rozes

L'enrosadira è un fenomeno ottico per cui la maggior parte delle cime delle Dolomiti assume un colore rossastro, che passa gradatamente al viola, soprattutto all'alba e al tramonto.

## Etimologia
Il termine enrosadira, che letteralmente significa "diventare di color rosa", deriva dalla parola ladina rosadüra o enrosadöra.

## Descrizione

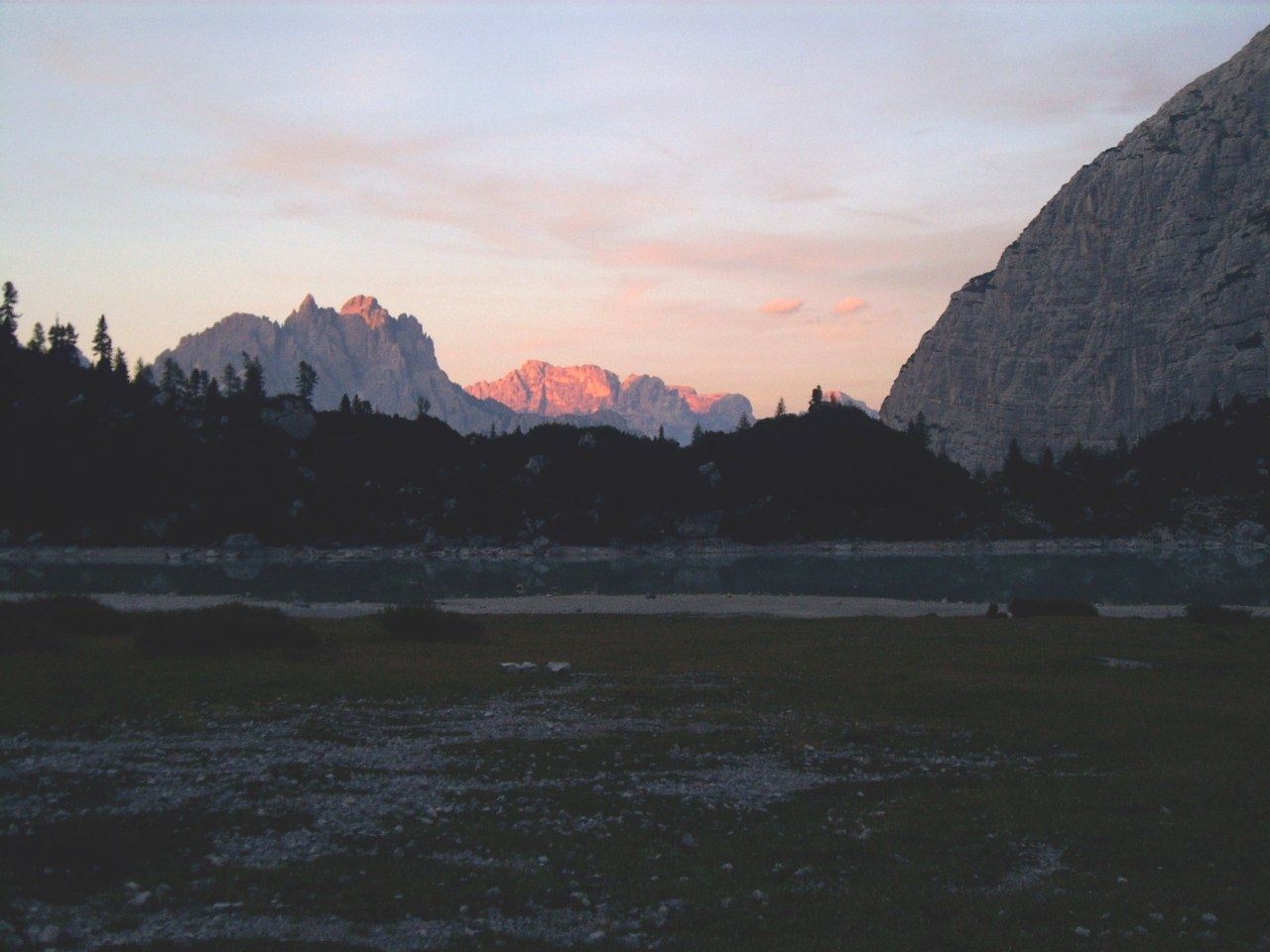
L'enrosadira sui Cadini di Misurina e sulla Croda dei Toni (vista dal lago del Sorapiss)

Questo fenomeno è ben visibile nelle sere d'estate, quando l'aria è particolarmente limpida e i crepuscoli sono più lunghi. Il fenomeno dell'enrosadira può manifestarsi in modo significativamente diverso nei vari periodi dell'anno, e può variare sensibilmente tra un giorno e l'altro in funzione dei fenomeni meteorologici. La tinta assunta dalle cime delle montagne varia dal rosa all'arancione, fino al viola.
Queste variazioni di tinte e durata dell'enrosadira sono quindi dovute alle diverse posizioni del sole durante l'anno e alle condizioni dell'atmosfera. Tale fenomeno si manifesta su tutte le Dolomiti; in particolar modo all'alba l'enrosadira appare sulle crode rivolte a est, mentre al tramonto sono le pareti rivolte a ovest a colorarsi.
Il fenomeno è incrementato dalla riflettività delle pareti rocciose delle Dolomiti, formate dalla dolomia, una roccia contenente dolomite, un composto di carbonato di calcio e magnesio. Aspetti analoghi del fenomeno sono visibili in generale sulle montagne calcaree, come sul Gran Sasso d'Italia, o anche sugli altopiani carbonatici del Supramonte sardo.

## Leggenda

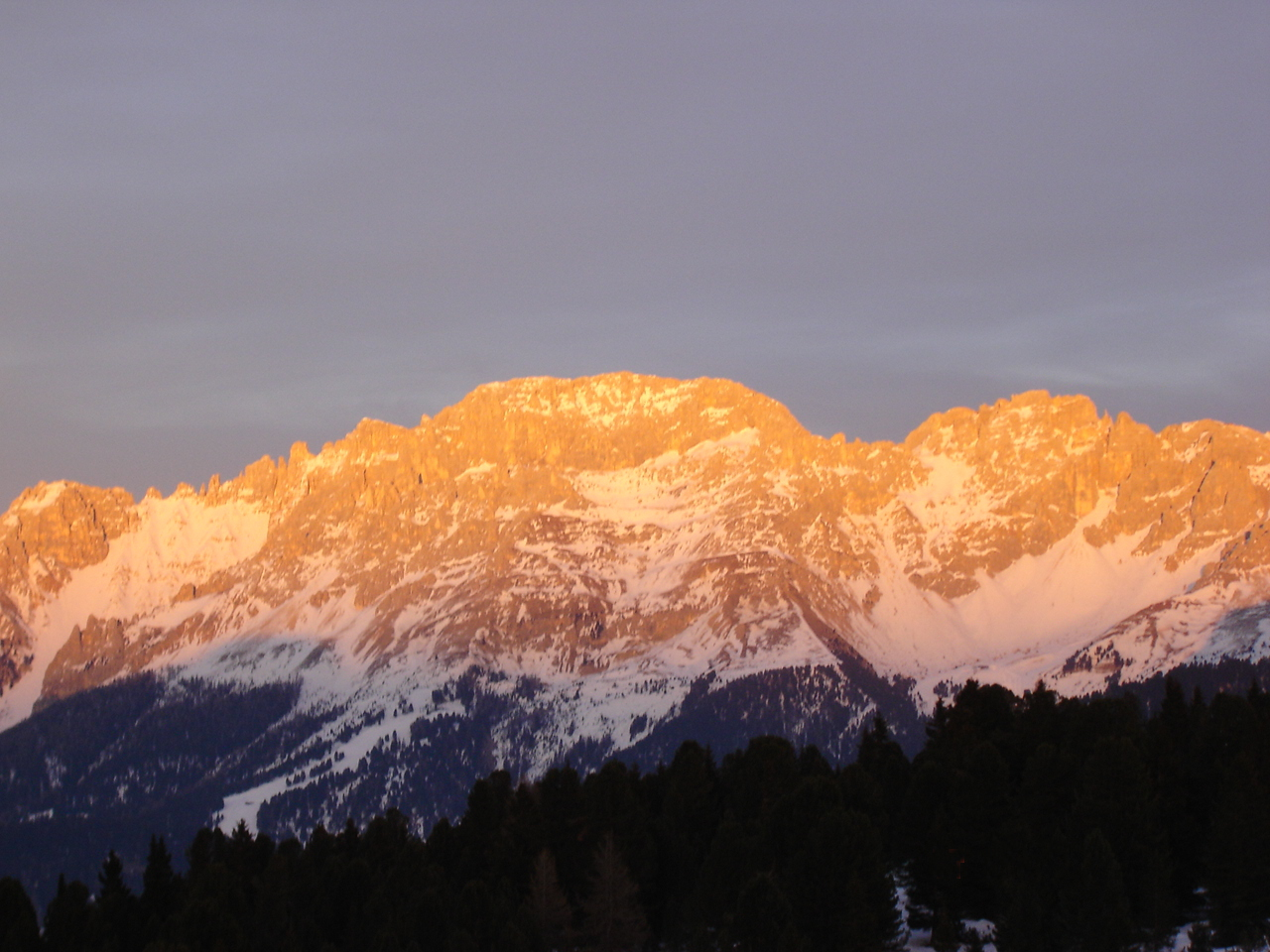
L'enrosadira sul Catinaccio

La leggenda di Re Laurino, un re dei nani che aveva sul Catinaccio (in tedesco Rosengartengruppe) uno splendido giardino di rose (il significato della parola tedesca Rosengarten è appunto giardino di rose), offre una spiegazione alternativa e suggestiva al fenomeno.
Un giorno il principe del Latemar, incuriosito dalla vista delle rose, si inoltrò nel regno di re Laurino, ne vide la figlia Ladina, se ne innamorò e la rapì per farne la sua sposa. Laurino, disperato, lanciò una maledizione sul suo giardino di rose colpevole di aver tradito la posizione del suo regno: né di giorno, né di notte alcun occhio umano avrebbe potuto più ammirarlo. Laurino dimenticò però l'alba e il tramonto quando, ancora oggi, il giardino e i suoi colori divengono visibili e apprezzati.
Secondo un'altra versione, un giorno il re dell'Adige decise di trovare un marito alla bella principessa Similde, dunque invitò tutti i principi del regno a un torneo, tranne Laurino. Lui si presentò ugualmente, nascosto da un mantello dell'invisibilità, e decise di rapire la fanciulla per averla tutta per sé. La portò nel suo roseto, ma i cavalieri del re riuscirono ad accerchiarlo dopo averlo inseguito. Laurino indossò una cintura che gli dava la forza pari a quella di dodici uomini, combatté, ma nonostante l'invisibilità venne catturato dai soldati, che seguivano i suoi spostamenti osservando il fruscio dei cespugli di rose. 
Allora Laurino, addolorato per essere stato tradito dal suo stesso giardino, lanciò su di esso una maledizione: il magnifico roseto non sarebbe più stato visto da nessuno, né di giorno, né di notte. Ma nel pietrificare il giardino dimenticò l'alba e il tramonto. Così da allora le rose riappaiono al principio e alla fine di ogni giorno, colorando le montagne del loro colore.

## Nella cultura di massa
Il fenomeno è stato omaggiato più volte nel mondo della musica: il gruppo symphonic metal finlandese Nightwish vi ha dedicato una canzone, Alpenglow, tratta dall'album Endless Forms Most Beautiful del 2015 e nell'EP Giovane Cagliostro dell'artista synth-pop italiano Vinnie Marakas, pubblicato nel 2022, è presente un brano intitolato Enrosadira.
Il fenomeno dell'enrosadira è descritto anche nella storia Disney Topolino e la fata delle Dolomiti, pubblicata sul settimanale Topolino nel 1989, e con lo stesso termine si identificano anche un vino rosso trentino della valle dei Laghi e una varietà di lampone.

## Galleria d'immagini

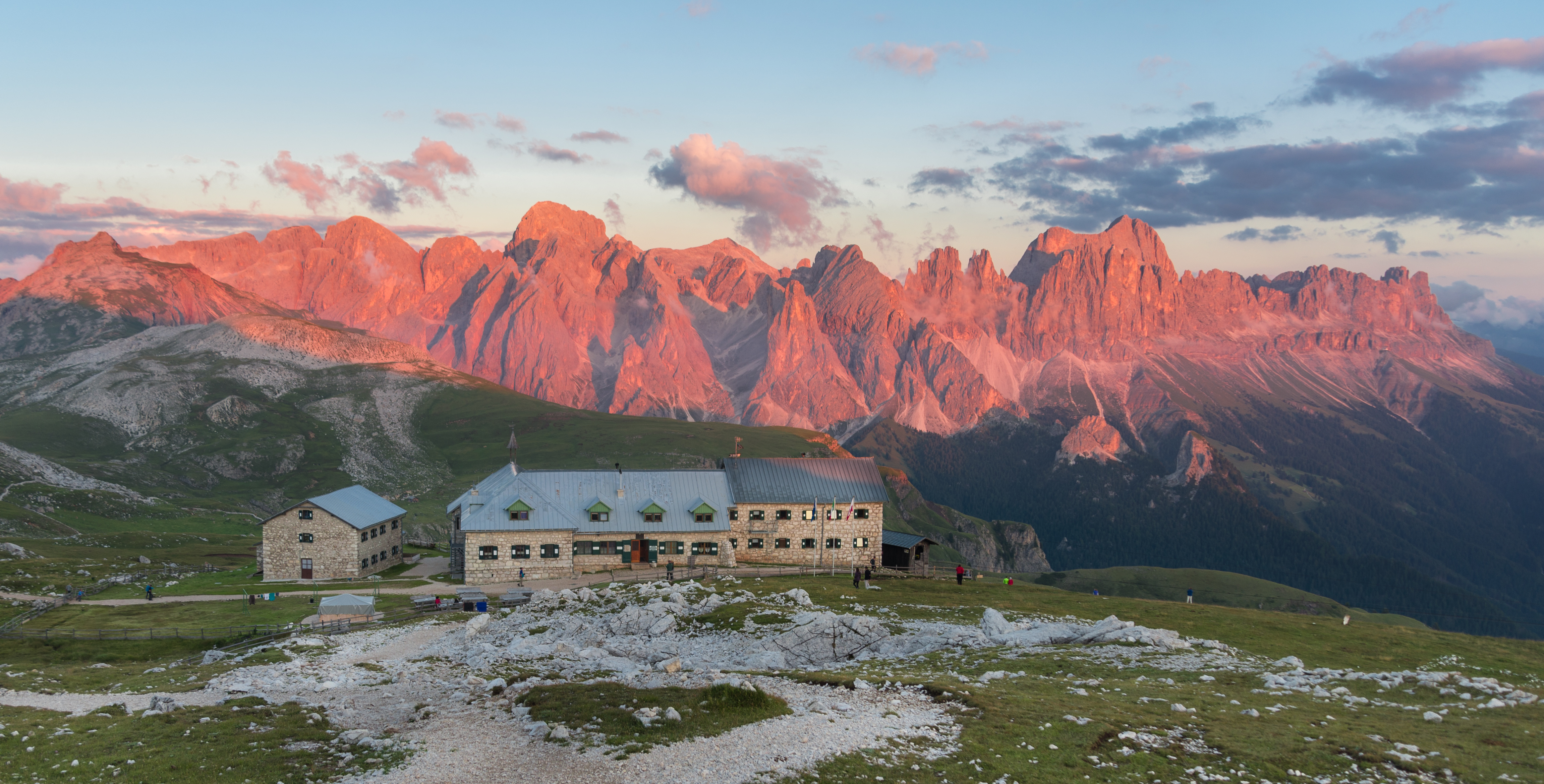
Tramonto al rifugio Bolzano con panorama sul Catinaccio
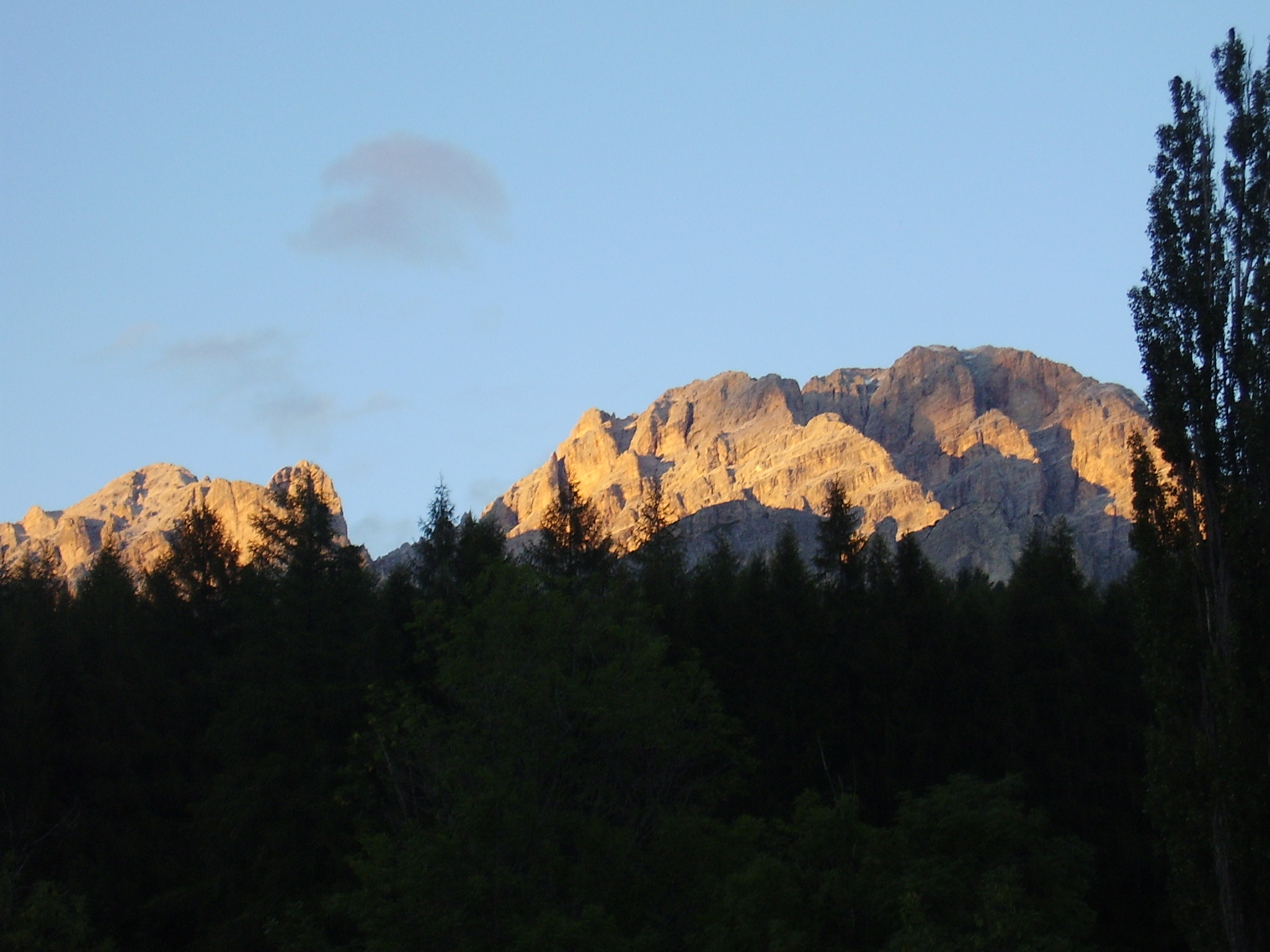
Tramonto con enrosadira sul Cristallo
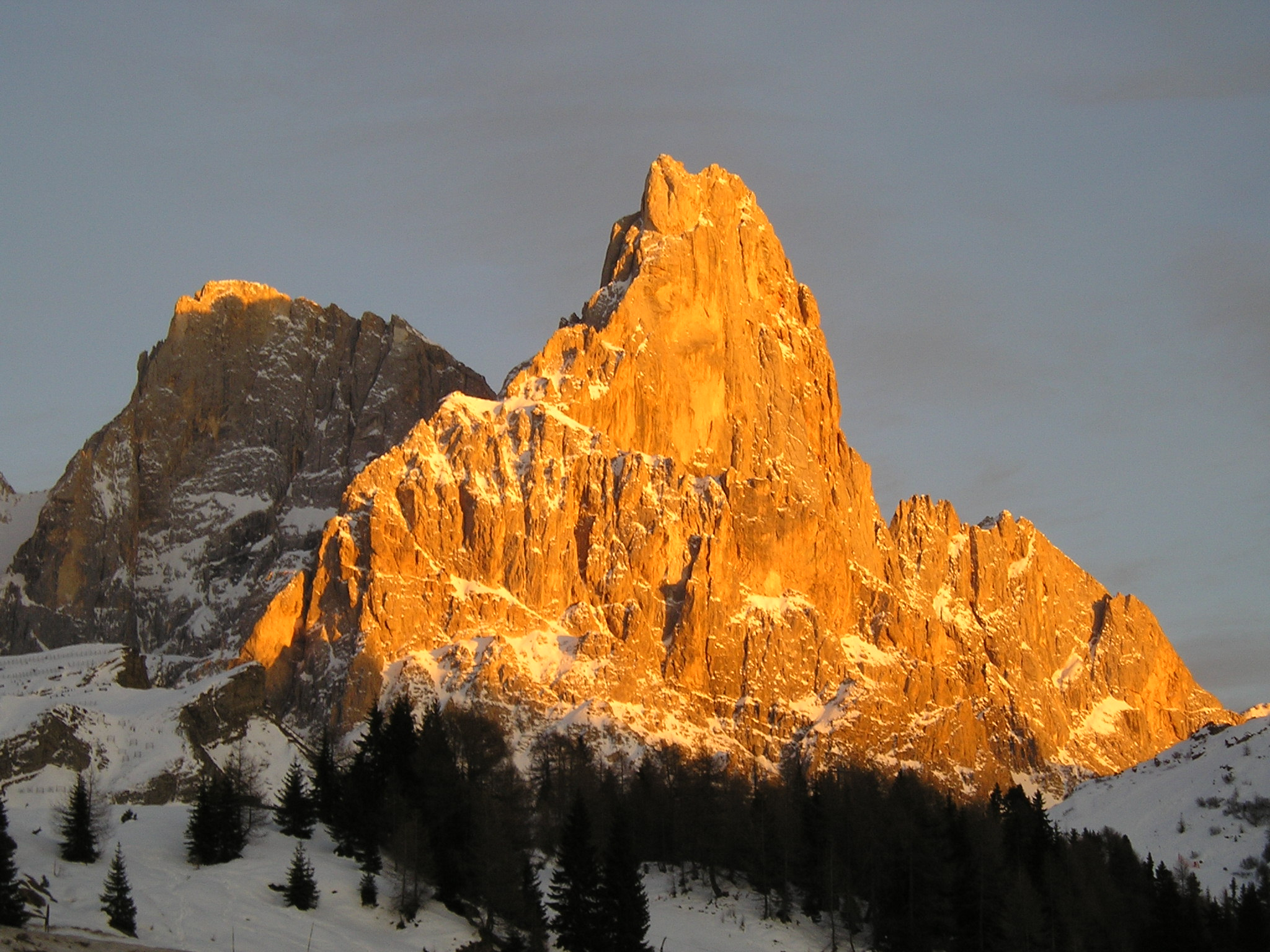
L'enrosadira sul Cimon della Pala
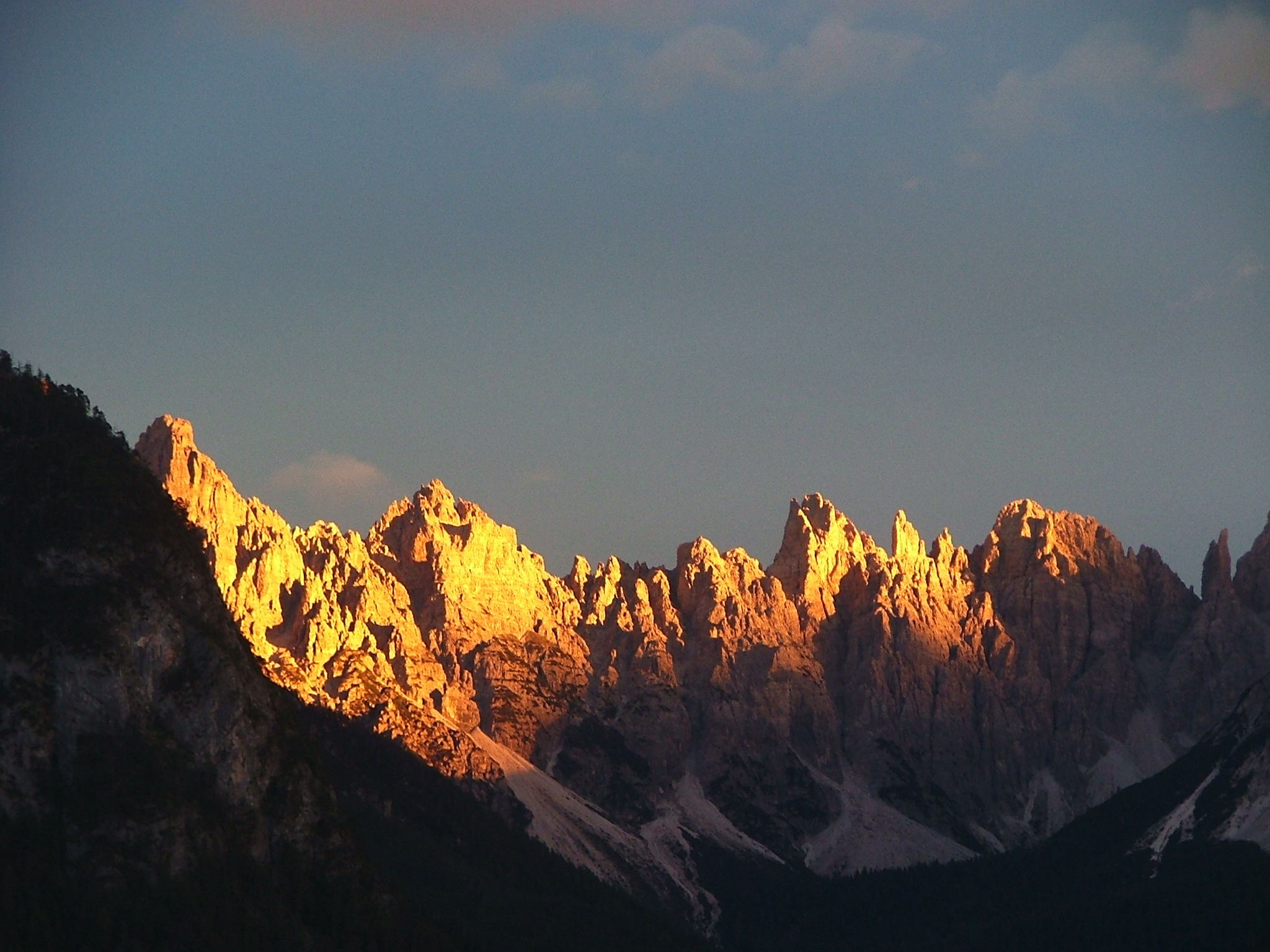
L'enrosadira sugli Spalti di Toro